# Caffenio
Caffenio (estilizado como CAFFENIO ) es una cadena mexicana de cafeterías con autoservicio, fue fundada en Hermosillo, Sonora, actualmente sigue siendo su sede principal. La cadena puede tener sus origenes desde los años 1923, fue fundado por José Antonio Díaz quien inició las primeras operaciones en una pequeña cadena en la ciudad de Chihuahua. 

## Historia
En 1941 se constituyó oficialmente la cadena de café bajo el nombre de “Café del Pacífico, SA de CV” y después de cinco años se inauguró la primera planta tostadora de grano de café en 1946. La empresa continuó expandiéndose y en 1972 comenzó a exportar su café hacia Estados Unidos. En 1980 se inauguró la primera planta de café instantáneo lo que significó la necesidad de apelar a diferentes sectores del mercado. En el año 2000 se lanzó el producto Kfreeze seguido de un nuevo concepto denominado “Estación Café” donde se ofrecería a los clientes la venta de cafés preparados individualmente en tazas. 2004 trajo la creación de Andatti el cual se vendería asociandose con las tiendas de OXXO de Femsa. En 2007 la cadena comenzó a renovar su imagen y adoptaría el nombre CAFFENIO. 

## Áreas atendidas
CAFFENIO cuenta con más de 290 sucursales en todo México. En 2023 se anunció que CAFFENIO abriría su primera tienda en EE. UU. en Mesa, Arizona, en algún momento durante 2024, acompañada de planes futuros de expandirse a estados vecinos en el suroeste de los Estados Unidos.   